# Distretto di Mueang Ranong
Il distretto di Mueang Ranong (in thailandese: เมืองระนอง) è un distretto (amphoe) della Thailandia, situato nella provincia di Ranong, della quale è il capoluogo.